# Оксфорд-Гаус 24
Оксфорд-Гаус 24 (англ. Oxford House 24) — індіанська резервація в Канаді, у провінції Манітоба, у межах невключеної частини переписної області №22.

## Населення
За даними перепису 2016 року, індіанська резервація нараховувала 1950 осіб, показавши зростання на 4,6%, порівняно з 2011-м роком. Середня густина населення становила 38,2 осіб/км².
З офіційних мов обидвома одночасно володіли 5 жителів, тільки англійською — 1 870, а 45 — жодною з них. Усього 1320 осіб вважали рідною мовою не одну з офіційних, з них усі — одну з корінних мов.
Працездатне населення становило 44,7% усього населення, рівень безробіття — 33%.
Середній дохід на особу становив $14 921 (медіана $10 725), при цьому для чоловіків — $10 354, а для жінок $19 471 (медіани — $2 344 та $14 112 відповідно).
17,6% мешканців мали закінчену шкільну освіту, не мали закінченої шкільної освіти — 70,5%, 12,3% мали післяшкільну освіту, з яких 26,7% мали диплом бакалавра, або вищий.
| Статево-вікова структура населення | Статево-вікова структура населення | Статево-вікова структура населення | Статево-вікова структура населення | Статево-вікова структура населення |
| ---------------------------------- | ---------------------------------- | ---------------------------------- | ---------------------------------- | ---------------------------------- |
|                                    |                                    |                                    |                                    |                                    |
| Всього                             | Всього                             | 51,3%48,7%                         |                                    |                                    |
| 0 — 14 років                       | 0 — 14 років                       |                                    | 35,9%                              | 35,9%                              |
| 15 — 64 років                      | 15 — 64 років                      |                                    | 58,2%                              | 58,2%                              |
| 65 і більше                        | 65 і більше                        |                                    | 5,9%                               | 5,9%                               |
| 85 і більше                        | 85 і більше                        |                                    | 0,5%                               | 0,5%                               |
| Середній вік (років)               | Середній вік (років)               | 26,227,4                           | 26,8                               | 26,8                               |
| Медіана (років)                    | Медіана (років)                    | 21,722,2                           | 21,9                               | 21,9                               |
| — чоловіки — жінки                 |                                    |                                    |                                    |                                    |

| Походження мешканців:     | Походження мешканців:     | Походження мешканців: | Походження мешканців: | Походження мешканців: |
| ------------------------- | ------------------------- | --------------------- | --------------------- | --------------------- |
| Походження                |                           |                       | осіб                  | %                     |
| Корінні американці        | Корінні американці        |                       | 1 910                 | 99.48%                |
| Інше північноамериканське | Інше північноамериканське |                       | 10                    | 0.52%                 |
| Європейське               | Європейське               |                       | 10                    | 0.52%                 |
| британське                | британське                |                       | 10                    | 0.52%                 |
| українське                | українське                |                       | 10                    | 0.52%                 |

## Клімат
Середня річна температура становить -2,1°C, середня максимальна – 20,4°C, а середня мінімальна – -28,9°C. Середня річна кількість опадів – 524 мм.
| Клімат поселення                              | Клімат поселення | Клімат поселення | Клімат поселення | Клімат поселення | Клімат поселення | Клімат поселення | Клімат поселення | Клімат поселення | Клімат поселення | Клімат поселення | Клімат поселення | Клімат поселення | Клімат поселення |
| Показник                                      | Січ.             | Лют.             | Бер.             | Квіт.            | Трав.            | Черв.            | Лип.             | Серп.            | Вер.             | Жовт.            | Лист.            | Груд.            |                  |
| Середній максимум, °C                         | −17,1            | −14,1            | −7,04            | 3,05             | 10,98            | 18,01            | 20,38            | 19,53            | 12,36            | 5,18             | −5,32            | −15,7            |                  |
| Середня температура, °C                       | −23,02           | −20,02           | −12,95           | −2,86            | 5,08             | 12,10            | 17,15            | 16,28            | 9,12             | 1,93             | −8,56            | −18,94           |                  |
| Середній мінімум, °C                          | −28,94           | −25,95           | −18,87           | −8,79            | −0,86            | 6,19             | 13,90            | 13,04            | 5,88             | −1,3             | −11,79           | −22,18           |                  |
| Норма опадів, мм                              | 20               | 18               | 24               | 25               | 46               | 63               | 84               | 77               | 61               | 45               | 35               | 26               |                  |
| Середньомісячна швидкість вітру, м/с          | 3.60             | 3.40             | 3.68             | 3.90             | 3.90             | 3.80             | 3.60             | 3.80             | 4.20             | 4.40             | 4.00             | 3.50             |                  |
| Середньомісячна сонячна радіація, кДж/м²·день | 3124             | 6693             | 12353            | 17920            | 20570            | 21328            | 20443            | 16422            | 10244            | 5601             | 3045             | 2191             |                  |
| --------------------------------------------- | ---------------- | ---------------- | ---------------- | ---------------- | ---------------- | ---------------- | ---------------- | ---------------- | ---------------- | ---------------- | ---------------- | ---------------- | ---------------- |
| Джерело:                                      |                  |                  |                  |                  |                  |                  |                  |                  |                  |                  |                  |                  |                  |